# Razambek Zhamalov
Razambek Salambekovitch Zhamalov (født 1. juni 1998 i Khasavjurt, Dagestan , Rusland) er en usbekisk bryder.
Ved sommer-OL 2024 vandt Jamalov guld i 74 kg-klassen efter at have vundet finalen mod Daichi Takatani.